# Blackout Love
Blackout Love è un film del 2021 diretto da Francesca Marino.
Il film, prodotto da Groenlandia, in coproduzione con Rai Cinema ed in collaborazione con Prime Video, è uscito sulla piattaforma Amazon Prime Video il 9 luglio 2021.

## Trama
Valeria, giovane donna che non ha mai superato il trauma della separazione dal compagno avvenuta un anno prima, vive attraverso regole e strategie sentimentali che miseramente si sgretolano quando nella propria vita rientra Marco, il suo ex. 
L'uomo, dopo un incidente stradale, ha perso la memoria dell'ultimo anno della sua vita ed è perciò ancora convinto di essere fidanzato con Valeria. 
La ragazza viene convinta dal medico di Marco e dalla sua ex suocera che, per non creare un danno psicologico al ragazzo, si debba assecondare questa sua convinzione.